# Nadine
Nadine ist ein weiblicher Vorname russischer Herkunft und französischer Ableitung.

## Herkunft und Bedeutung
Nadine ist eine französische Ableitung des russischen Vornamens Nadeschda (russisch Надежда, Nadéžda, IPA: [nɐˈdʲeʐdə], „Hoffnung“) und seiner Koseform (Diminutiv) Nadja oder Nadia (russisch Надя, Nádja, IPA: [ˈnadʲə]).
Der Namenstag ist am 12. September, dem Fest Mariä Namen.

## Verbreitung
Vorher in Deutschland praktisch ungebräuchlich, wurde der Name Nadine Anfang der 1970er-Jahre sehr schnell sehr populär. Von Mitte der 1970er- bis zum Ende der 1980er-Jahre gehörte er ununterbrochen zu den am häufigsten vergebenen weiblichen Vornamen des jeweiligen Jahres. Seine Popularität sank dann zunächst allmählich, ab der Jahrtausendwende deutlich ab.

## Varianten
- Naddl
- Nadeen
- Nadene
- Nadeschda, Nadjeschda
- Nadia, Nadja
- Nadin
- Nadina
- Nádine
- Nadyn
- Nanine

## Namensträgerinnen
- Nadine Ahr (* 1982), deutsche Journalistin
- Nadine Angerer (* 1978), deutsche Fußballspielerin
- Nadine Arents (* 1982), deutsche Schauspielerin
- Nadine Beckel (* 1977), deutsche Leichtathletin
- Nadine Beiler (* 1990), österreichische Contemporary-R&B-, Soul- und Pop-Sängerin
- Nadine Berneis (* 1990), deutsche Schönheitskönigin
- Nadine Bollmeier (* 1981), deutsche Tischtennisspielerin
- Nadine Brandt (* 1975), deutsche Schauspielerin
- Nadine Capellmann (* 1965), deutsche Dressurreiterin
- Nadine Daviaud (* 1960), französische Tischtennisnationalspielerin
- Nadine Dehmel (* 1976), deutsche Schauspielerin
- Nadine Enoch (* 1989), deutsche Fußballspielerin
- Nadine Ernsting-Krienke (* 1974), deutsche Feldhockeyspielerin
- Nadine Fano (* 1988), deutsche Film- und Fernsehschauspielerin
- Nadine Fest (* 1998), österreichische Skirennläuferin
- Nadine Germann (* 1980), deutsche Schauspielerin
- Nadine Gordimer (1923–2014), südafrikanische Schriftstellerin (Literaturnobelpreis 1991)
- Nadine Hampel (* 1975), deutsche SPD-Politikerin, Landtagsabgeordnete Sachsen-Anhalt
- Nadine Härdter (* 1981), deutsche Handballspielerin
- Nadine Hostettler (* 1959), Schweizer Journalistin und Schriftstellerin
- Nadine Keßler (* 1988), deutsche Fußballspielerin
- Nadine Kleinert (zeitweise Kleinert-Schmitt; * 1975), deutsche Kugelstoßerin
- Nadine Kraus (* 1988), deutsche Fußballspielerin
- Nadine Krause (* 1982), deutsche Handballerin
- Nadine Krüger (* 1977), deutsche Fernsehmoderatorin und Schauspielerin
- Nadine Labaki (* 1974), libanesische Schauspielerin und Regisseurin
- Nadine Müller (* 1985), deutsche Diskuswerferin
- Nadine Paunovic (1903–1981), österreichische Politikerin und Mittelschuldirektorin
- Nadine Rennack (* 1983 als Nadine Schweinsberg), deutsche Schauspielerin
- Nadine Rohr (* 1977), ehemalige Schweizer Leichtathletin
- Nadine de Rothschild (* 1932), französische Schriftstellerin und Schauspielerin
- Nadine Ruf (* 1978), deutsche Politikerin (SPD), Bundestagsabgeordnete
- Nadine Schemmann (* 1977), deutsche Designerin und Illustratorin, Künstlername Lulu*
- Nadine Schmidt (* 1976), deutsches Fotomodel
- Nadine Schmutzler (* 1984), deutsche Riemenruderin
- Nadine Schön (* 1983), deutsche Politikerin (CDU), Bundestagsabgeordnete
- Nadine Schori (* 1976), Schweizer Schauspielerin
- Nadine Seiffert (* 1977), deutsche Film- und Theaterschauspielerin
- Nadine Spruß (* 1975), deutsche Schauspielerin
- Nadine Steinkamp (* 1976), deutsche Kanutin
- Nadine Strossen (* 1950), US-amerikanische Juristin, Bürgerrechtlerin und ehemalige Präsidentin der American Civil Liberties Union
- Nadine Thal (* 1987), deutsche Fußballspielerin
- Nadine Ungerank (* 1996), österreichische Sportschützin
- Nadine Van der Velde (* 1962), kanadische Schauspielerin, Drehbuchautorin und Filmproduzentin
- Nadine Vasta   (* 1988), deutsche Fernsehmoderatorin, Schauspielerin und Musikerin italienischer Herkunft, siehe Luca Vasta
- Nadine Velazquez (* 1978), puerto-ricanisch-US-amerikanische Schauspielerin und Model
- Nadine Vinzens (* 1983), Schweizer Model
- Nadine Warmuth (* 1982), deutsche Schauspielerin
- Nadine Ziemer (* 1975), deutsche Karateka (4. Dan) und DKV-Trainerin für Sound-Karate
- Nadine Zumkehr (* 1985), Schweizer Beachvolleyball-Spielerin

## Werktitel
- Christoph Martin Wieland: Nadine. Erzählung, Leipzig 1769
- Christoph Martin Wieland: Nadir und Nadine, aus Dschinnistan oder Auserlesene Feen- und Geistermärchen, Winterthur 1786–89
- Robert Benton: Nadine – Eine kugelsichere Liebe. US-amerikanische Filmkomödie, 1987